# Raymarine

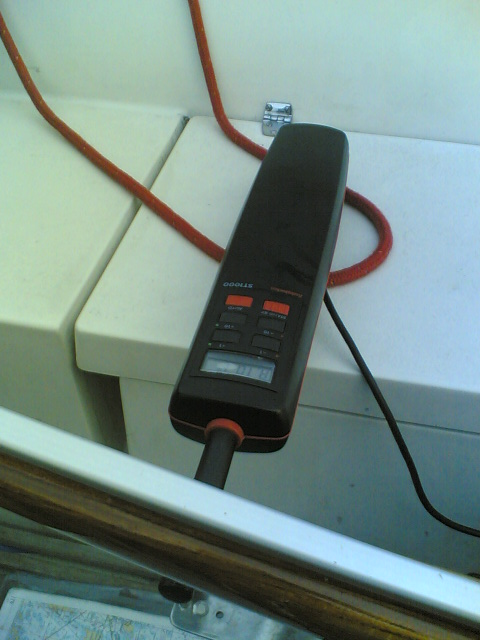
Automatische piloot voor boot van Raymarine

Raymarine Marine Electronics is een fabrikant van (navigatie)elektronica voor gebruik aan boord van jachten en de kleinere beroepsvaart.

## Raymarine zelfstandig
Het bedrijf is ontstaan in 2001 als afsplitsing van het Amerikaanse Raytheon, een fabrikant van defensiesystemen. Het moederbedrijf verkocht de pleziervaart-tak van Raytheon Marine aan een managementteam, gesteund door de Europese durfkapitalist Mercury Private Equity voor US$ 108 miljoen plus een leveringsovereenkomst voor de afname van onderdelen bij Raytheon met een geschatte waarde van nog eens US$ 30 miljoen over een aantal jaren.
Op 14 mei 2010 wordt Raymarine aangekocht door opnieuw een Amerikaanse onderneming: FLIR. Dit bedrijf is gespecialiseerd in Forward Looking Infra Red en als zodanig een grote leverancier voor uiteenlopende defensie disciplines. Met de overname is een bedrag van 180 miljoen USD gemoeid, inclusief aflossing van de schulden van Raymarine en uitbetaling aan de aandeelhouders (GBP 0,20/aandeel)

## Ontstaansgeschiedenis
De oorsprong van het bedrijf gaat terug tot 1974 toen Derek Fawcett het bedrijf Nautech Limited oprichtte. In het begin leverde het bedrijf slechts één productlijn: automatische stuursystemen met als merknaam Autohelm. Door het grote succes van deze systemen kon het bedrijf een steeds breder aanbod van systemen bieden.
In 1990 eindigde het bestaan van het bedrijf als familiebedrijf door de overname ervan door het Amerikaanse Raytheon, leverancier van defensiesystemen en professionele scheepselektronica. Het nieuwe moederbedrijf had al veel ervaring met de ontwikkeling en fabricage van scheepvaartelektronica, welke terugvoert tot 1923, het jaar waarin ze haar eerste echo-dieptemeters ontwikkelde. Raytheon kon haar productaanbod en marktaandeel vergroten door de overname van Apelco in 1958 en Nautech in 1990 - inclusief de merknaam Autohelm voor de stuurautomaten. Door reorganisaties in 1993 en 1998 ontstond het huidige Raymarine - destijds nog onder de naam van het moederbedrijf - welke dus in 2001 verkocht werd aan de directie en investeerder. Het bedrijf is genoteerd op de London Stock Exchange en heeft hoofdvestigingen in New Hampshire - USA, Portsmouth, Engeland en Australië.

## Productlijnen
Begonnen met alleen stuurautomaten levert het bedrijf nu een breed assortiment navigatie-apparatuur en gerelateerde systemen. Bekende producten zijn onder andere:
- radarsystemen
- kaartplottersystemen
- combinatie van bovenstaande in één systeem
- snelheids-, diepte- en windinstrumenten

De laatste jaren ontwikkelt het bedrijf voornamelijk geïntegreerde systemen opgebouwd rond een centraal beeldscherm als radarscherm en kaartplotter. Door het koppelen van andere modules of zelfstandige systemen via het eigen communicatieprotocol SeaTalk, de standaard NMEA-0183 of de nieuwe NMEA-2000 standaard kan een compleet navigatiesysteem worden opgebouwd. Te koppelen systemen zijn bijvoorbeeld:
- GPS-ontvanger of GPS-module voor positiebepaling
- fishfinder-module: een geavanceerde dieptemeter die onderscheid kan maken tussen zeebodem, scholen vissen en andere onderwaterobjecten
- AIS-ontvanger: positie van andere (beroeps)schepen in de directe omgeving die een AIS-transponder hebben kan zichtbaar worden gemaakt op het radar- en/of zeekaartscherm
- basisinstrumenten voor diepte, snelheid, wind, temperatuur etc.
- motormanagementinstrumenten
- NAVTEX-ontvanger

Vervolgens kan dit navigatiesysteem weer gekoppeld worden met een stuurautomaat.
7*

## Fabricage producten
Tot 2005 fabriceerde het bedrijf het overgrote deel van haar producten, maar in dit jaar begint het bedrijf met het uitbesteden van het productieproces. Een jaar later verklaart het bedrijf deze reorganisatie te hebben afgerond. Het bedrijf focust zich op ontwikkeling, marketing, verkoop en service.

## Distributiemodel
Sinds een aantal jaren is Raymarine bezig de distributie van haar producten in eigen beheer te nemen. Dit gebeurt onder meer door het kopen van de landelijke distributeurs (zoals Eissing in Duitsland en SD Marine in Frankrijk) of het openen van eigen vestigingen, zogenaamde subsidiaries. Op 1 juli 2011 is een eigen vestiging van Raymarine Nederland ( in Velp) geopend, nadat de toenmalige importeur, Holland Nautic Apeldoorn, te kennen had gegeven te willen stoppen met de distributie van het merk.

## Beursnotering
Sinds de introductie van aandelen Raymarine Plc. op de London Stock Exchange in december 2004 is het bedrijf beursgenoteerd. De risico-investeerder en management verkochten daarbij hun aandelen.
Per januari 2008 waren de volgende grootaandeelhouders bekend:
| Aandeelhouder             | aantal aandelen | percentage kapitaal |
| ------------------------- | --------------- | ------------------- |
| AXA S.A.                  | 10,943,863      | 13.43               |
| Scottish Widows           | 8,130,983       | 9.98                |
| Standard Life Investments | 6,251,840       | 7.68                |
| Harris Associates LP      | 4,272,357       | 5.24                |
| Aberforth Partners LLP    | 4,268,982       | 5.16                |
| Legal & General           | 3,504,159       | 4.30                |